# 少年海賊団の唄
「少年海賊団の唄」（しょうねんかいぞくだんのうた）は、1976年6月 - 7月、NHKの音楽番組『みんなのうた』で放送された楽曲。作詞：仲倉重郎、作曲・編曲：クニ河内、歌：クニ河内、東京放送児童合唱団。

## 概要
1975年に「ドラキュラのうた」を提供、一躍人気となったクニ河内が、新たに「みんなのうた」に提供した楽曲。なお同時期には「ドラキュラのうた」も再放送、クニ河内楽曲が2曲放送された。
映像はアニメーションで、作詞者・仲倉重郎夫人である仲倉眉子の絵を、田中八寿穂がアニメ化した。なお当時の「みんなのうた」アニメ製作者のクレジットは、歌手と共に映像冒頭にクレジットされるのが通常だが、本曲では2・3番の間の間奏部にクレジットされた。
初放送されて27年後の2003年4月 - 5月にラジオのみで再放送、その12年後の2015年4月 - 5月にもラジオのみで再放送された後、「みんなのうた発掘プロジェクト」で映像が視聴者より寄せられ、2017年8月 - 9月にお楽しみ枠で再放送された。なおこの時の映像では両脇にサイドパネルを添え、歌手・製作・歌詞のテロップはニュープリントとなった。